# Yelena Arshintseva
Yelena Arshintseva (Rusia, 5 de abril de 1971) es una atleta rusa retirada especializada en la prueba de 3 km marcha, en la que consiguió ser medallista de bronce europea en pista cubierta en 1994.

## Carrera deportiva
En el Campeonato Europeo de Atletismo en Pista Cubierta de 1994 ganó la medalla de bronce en los 3 km marcha, con un tiempo de 11:57.48 segundos, tras la italiana Annarita Sidoti  y la alemana Beata Gummelt (plata).